# Gesellschaft zu Fraumünster
Die Gesellschaft zu Fraumünster ist eine Organisation in der Schweizer Stadt Zürich. Sie bezieht sich historisch auf die Zürcher Fraumünster-Abtei und betrachtet sich als Vertreterin der Frauen, dies in Ergänzung zu den Zünften Zürichs, wo allein Männer Mitglied sein können. Sie setzt sich für die adäquate Wahrung der Rolle der Frau in der Geschichte der Stadt Zürich ein, organisiert kulturelle Anlässe und nimmt Ehrungen vor. Analog zur Gesellschaft zur Constaffel bezeichnet sie sich nicht als Zunft.

## Wappen

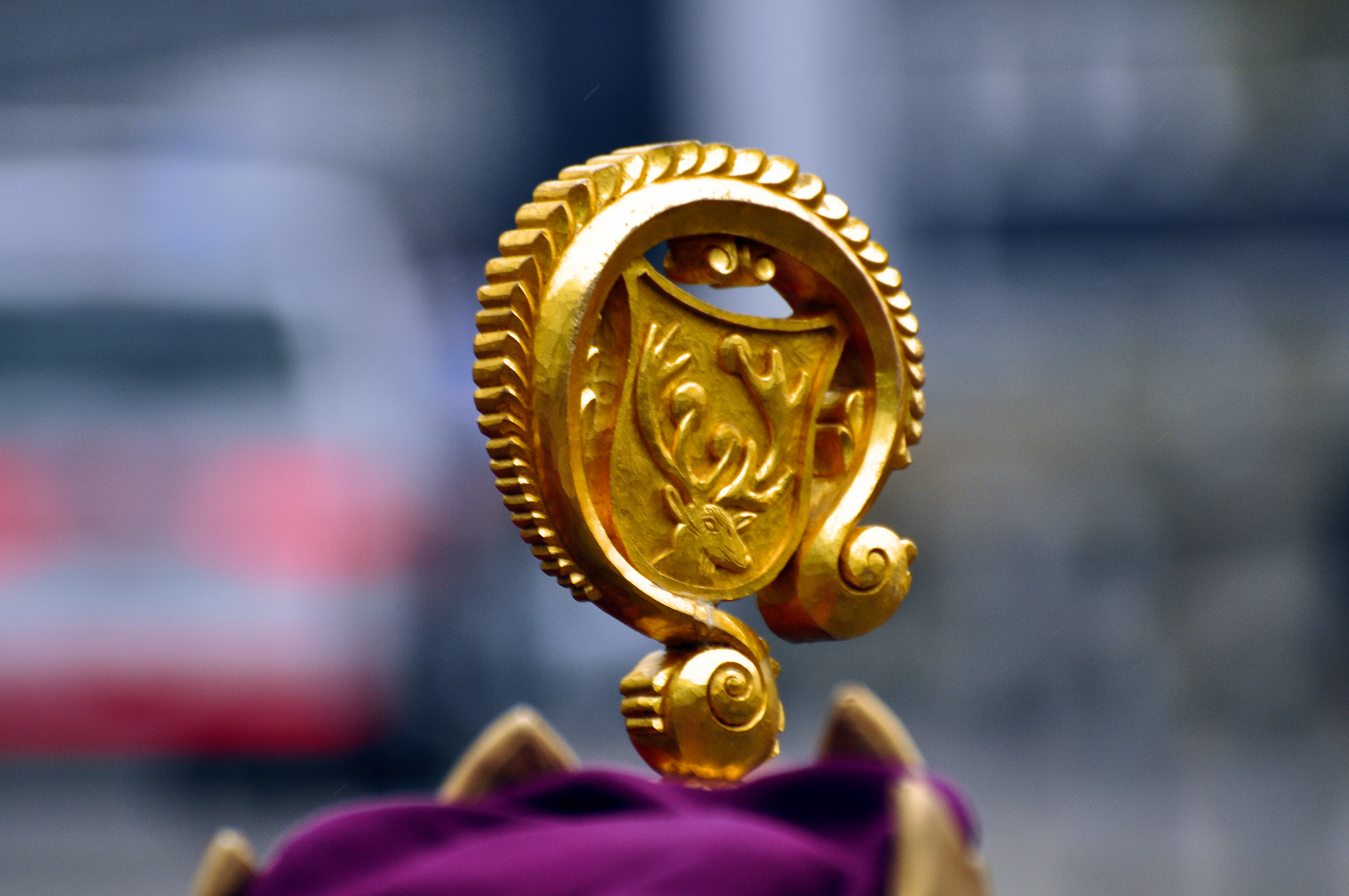
«Fürstäbtissinnenstab» mit Wappen

Das Wappen der Gesellschaft zu Fraumünster zeigt einen weissen Hirsch auf blauem Grund mit drei gelben Lichtern im Geweih und nimmt damit Bezug auf die Gründungslegende und Tradition des Fraumünsters.

## Geschichte

### Reichsfürstinnen
Das Kloster Fraumünster wurde am 21. Juli 853 von Ludwig dem Deutschen gegründet, einem Enkel Karls des Grossen, indem er ein kleines Kloster an seine älteste Tochter Hildegard überschrieb. Vor allem Frauen aus dem Hochadel wurden gegen Zahlung einer Mitgift ins Kloster aufgenommen, wo sie zwar nach der benediktinischen Ordensregel lebten, aber das Recht zum freiwilligen Austritt und zur Heirat behielten. Die Äbtissinnen der Fraumünsterabtei waren Reichsfürstinnen und galten als De-facto-Stadtherrinnen von Zürich. Sie übten alle wichtigen Hoheitsrechte aus und prägten Zürich in kultureller, sozialer und wirtschaftlicher Hinsicht.

### Frauen in den Zünften Zürichs
Im als «Constaffelbrief» bekannten Ratsbeschluss vom 6. Dezember 1490 wurde bestimmt, dass – ursprünglich aus wohlhabenden und adligen Familien stammende Männer und zeitweise auch Frauen – «Leute», die in Zürich nicht zünftisch organisiert waren, «Constaffel heissen und seyn sollen», d. h. der Gesellschaft zur Constaffel eingegliedert wurden. 1752 überraschten die Witwen von zwei Steinmetzen in Zürich die von Männern dominierten Handwerkszünfte, als sie beim Neubau des Zunfthauses zur Meisen eine günstigere Offerte als ihre männlichen Kollegen einreichten und den Auftrag zum Bau des 1757 fertiggestellten Gebäudes erhielten. Bis zur Aufhebung der Zünfte im Jahr 1798 war die gesamte Bürgerschaft – Frauen und Männer – in die Constaffel und zwölf Zünfte eingeteilt, und der grösste Teil des gesellschaftlichen Lebens von Zürich spielte sich in den Zunfthäusern ab. Frauen waren davon zwar grundsätzlich nicht ausgeschlossen, aber sie verkehrten im Laufe der Zeit immer weniger in den Zunfthäusern, und mit der Neukonstituierung der Zünfte im beginnenden 20. Jahrhundert als mehrheitlich Traditionsvereine waren Frauen von den Zunftaktivitäten ausgeschlossen.

### Fraumünsterfrauen
Die Gesellschaft zu Fraumünster wurde 1989 gegründet. Sie ist konfessionell und politisch neutral und bezeichnet sich, vergleichbar mit der Gesellschaft zur Constaffel, nicht als Zunft. Historisch bezieht sie sich auf die Zürcher Fraumünster-Abtei. Die Traditionen der 1524 aufgehobenen Abtei will sie der Öffentlichkeit nahebringen und das Andenken an die Äbtissinnen und an weitere historische Frauen-Persönlichkeiten von Zürich pflegen. 73 Fraumünster-Frauen und 8 Oblatinnen gehören ihr  – Stand 2024 – an. Einmal im Monat treffen sich die Fraumünster-Frauen in ihrem Gesellschaftslokal im Hotel Baur au Lac.

## Aktivitäten

### Ehrungen bedeutender Frauen
Seit dem Jahr 1989 ist die Gesellschaft zu Fraumünster im gesellschaftlichen Leben von Zürich aktiv. Sie hat sich zur Aufgabe gemacht, Frauen zu ehren, die sich für Frauen und für die Gesellschaft besonders verdient gemacht haben. Die öffentlichen Ehrungen finden am Morgen des Sechseläutens statt, zumeist mit dem Anbringen einer Gedenktafel am ehemaligen Wohn- oder Wirkungsort der geehrten Frau. Bis anhin sind dies:
- Katharina von Zimmern – 500 Jahre Übergabe Fraumünster, und pro Jahrhundert, seit der Reformation je eine herausragende Frau
  - Für das 16. Jahrhundert: Küngolt von Breitenlandenberg, letzte Priorin des Klosters Oetenbach
  - Für das 17. Jahrhundert: Magdalena Bleuler, zog als Söldner in den Krieg
  - Für das 18. Jahrhundert: Judith Gessner-Heidegger, geistreiche Gastgeberin Mozarts und Goethes
  - Für das 19. Jahrhundert: Betsy Meyer, Schriftstellerin und Schwester von C. F. Meyer
  - Für das 20. Jahrhundert: Clara Ragaz, Pazifistin, Feministin und Frauenrechtlerin
- 2023: Katharina Gmünder Jud, «Mutter Leuin»; Gedenktafel an der St. Peterhofstatt
- 2022: Verena Conzett-Knecht, Kämpferin für Frauenrechte und innovative Unternehmerin
- 2021: Reginlinde, Stifterin des Klosters Einsiedeln
- 2018: Julie Heierli-Weber, Modistin und Trachtenforscherin
- 2017: Anna Bullinger-Adlischwyler, prägende Frauenfigur der frühen Reformation; Gedenktafel am Pfarrhaus des Grossmünsters, Zwingliplatz 4
- 2016: Maria Fierz, Pionierin für soziale Arbeit; Gedenktafel beim Schanzengraben 29
- 2015: Mathilde Escher, Gründerin der Mathilde-Escher-Stiftung; Gedenktafel bei der St. Anna-Kapelle an der St. Anna-Gasse 1
- 2014: Emilie Lieberherr, erste Stadträtin Zürichs und Ständerätin
- 2013: Rosa Gutknecht, erste Theologin der Schweiz; Gedenktafel am Haus «Zum Loch» am Zwingliplatz 1
- 2012: Elisabeth Feller, Zürcher Unternehmerin und Kunstmäzenin; Gedenktafel an der Stockerstrasse 9
- 2011: Charlotte Birch-Pfeiffer, erste Theaterdirektorin in Zürich; Gedenktafel am Schauspielhaus Zürich
- 2010: Marie Heim-Vögtlin, erste Schweizer Ärztin und Mitbegründerin des ersten Schweizer Frauenspitals; Gedenktafel an der Hottingerstrasse 25
- 2009: Elisabeth von Wetzikon, Fürstäbtissin des Fraumünsterklosters in Zürich und damit Herrin der Stadt
- 2008: Lydia Welti-Escher, Kunstmäzenin und Gründerin der Gottfried-Keller-Stiftung; Gedenktafel im Lydia-Welti-Escher-Hof beim Kunsthaus Zürich
- 2007: Hulda Zumsteg, Wirtin der Kronenhalle
- 2006: Barbara Schaufelberger, Unternehmerin und Bürgersfrau; Gedenktafel am Haus «Zur kleinen Bibel», Storchengasse 19
- 2005: Mileva Einstein-Marić, Physikerin, Mathematikerin und Mitentwicklerin der Relativitätstheorie; Gedenktafel an der Huttenstrasse 62
- 2004: Emilie Kempin-Spyri, erste Privatdozentin der Universität Zürich und international lehrende Juristin; Gedenktafel im Rechtswissenschaftlichen Institut, Rämistrasse 74
- 2003: Laure Wyss, Schriftstellerin und Publizistin; Gedenktafel an der Winkelwiese 6
- 2002: Hedwig ab Burghalden, schlug 1292 mit List österreichische Truppen in die Flucht; Gedenktafel am Taubenhaus auf dem Lindenhof
- 2001: Gertrud Heinzelmann, Juristin und Pionierin der Gleichberechtigung im Staat sowie in der katholischen Kirche; Gedenktafel hing am Münzplatz 3, ist verschwunden
- 2000: Katharina von Zimmern, Letzte Äbtissin des Fraumünsters; Gedenktafel am Haus «Zum Mohrenkopf» am Neumarkt 13
- 1999: Anna Zwingli-Reinhart, erste Pfarrfrau in Zürich; Gedenktafel an der Schifflände 30
- 1998: Anna Waser, Zürcher Kunstmalerin; Gedenktafel am Haus «Zur Alten Post», Münstergasse 19
- 1997: Lux Guyer, Architekturpionierin und erste selbständige Architektin der Schweiz; Gedenktafel an der Bahnhofstrasse 71

### Neujahrsblatt
Seit 2007 gibt die Gesellschaft zu Fraumünster ein Neujahrsblatt heraus, das der im Vorjahr anlässlich des Sechseläutens geehrten Frau gewidmet ist.

### Mittelalter Spectaculum
Nebst Veranstaltungen und Medienpräsenz hat die Gesellschaft zu Fraumünster in Zusammenarbeit unter anderem mit der Stadtarchäologie mit dem Mittelalter Spectaculum auf dem Münsterhof im Mai 2011 der Stadt Zürich Geschichte zum Erleben nähergebracht. Das mittelalterliche Alltagsleben, Handwerk, Feste und Festlichkeiten mit Gauklern, Tanzgruppen und weiteren Künstlern werden präsentiert. Dieses Spektakulum führt die Gesellschaft zu Fraumünster im Dreijahres-Rhythmus durch. Infolge Corona wird das nächste Spectaculum erst wieder im Jahr 2026 stattfinden.

Mittelalter Spectaculum auf dem Münsterhof in Zürich
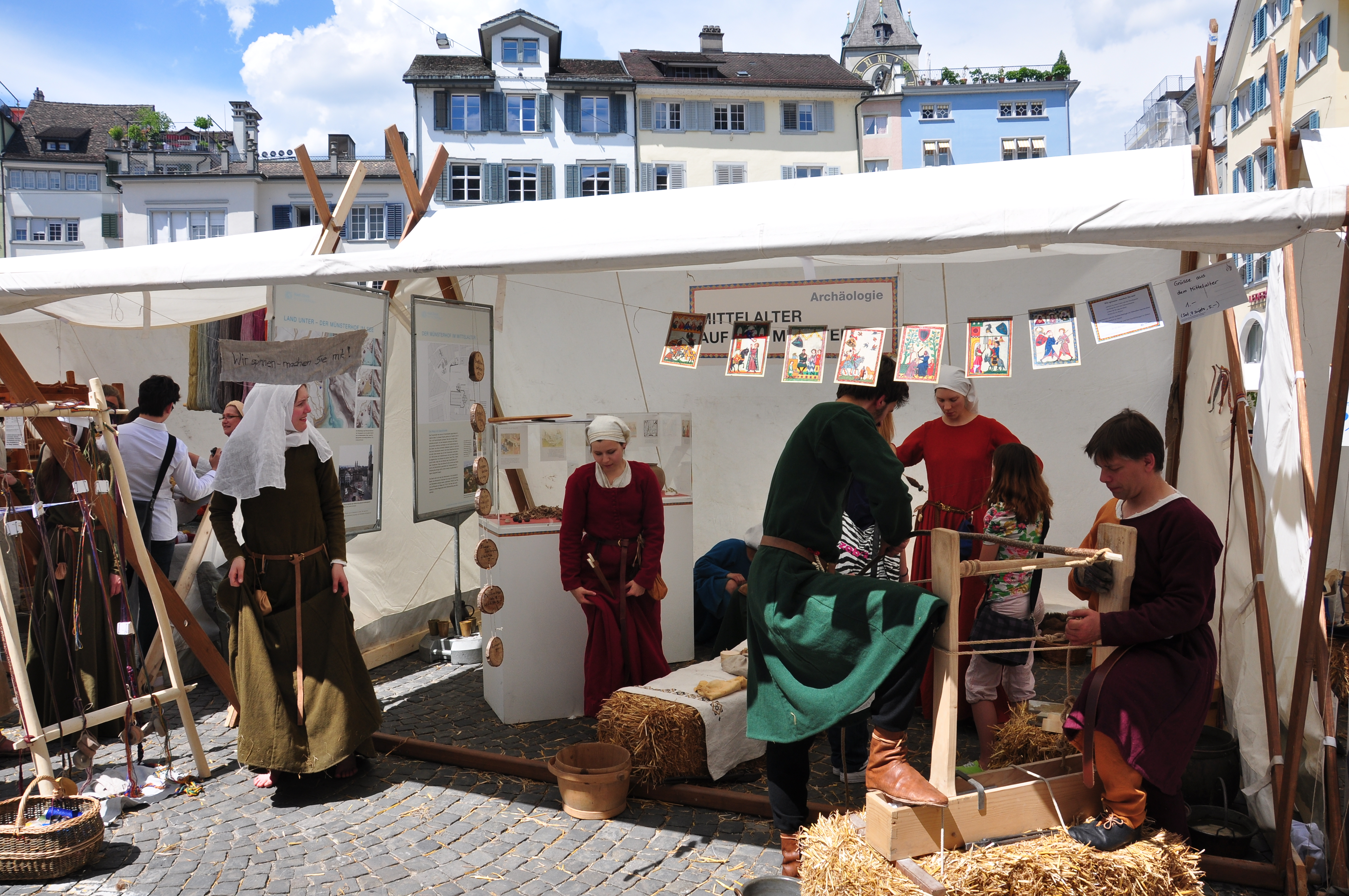
Gewerbe
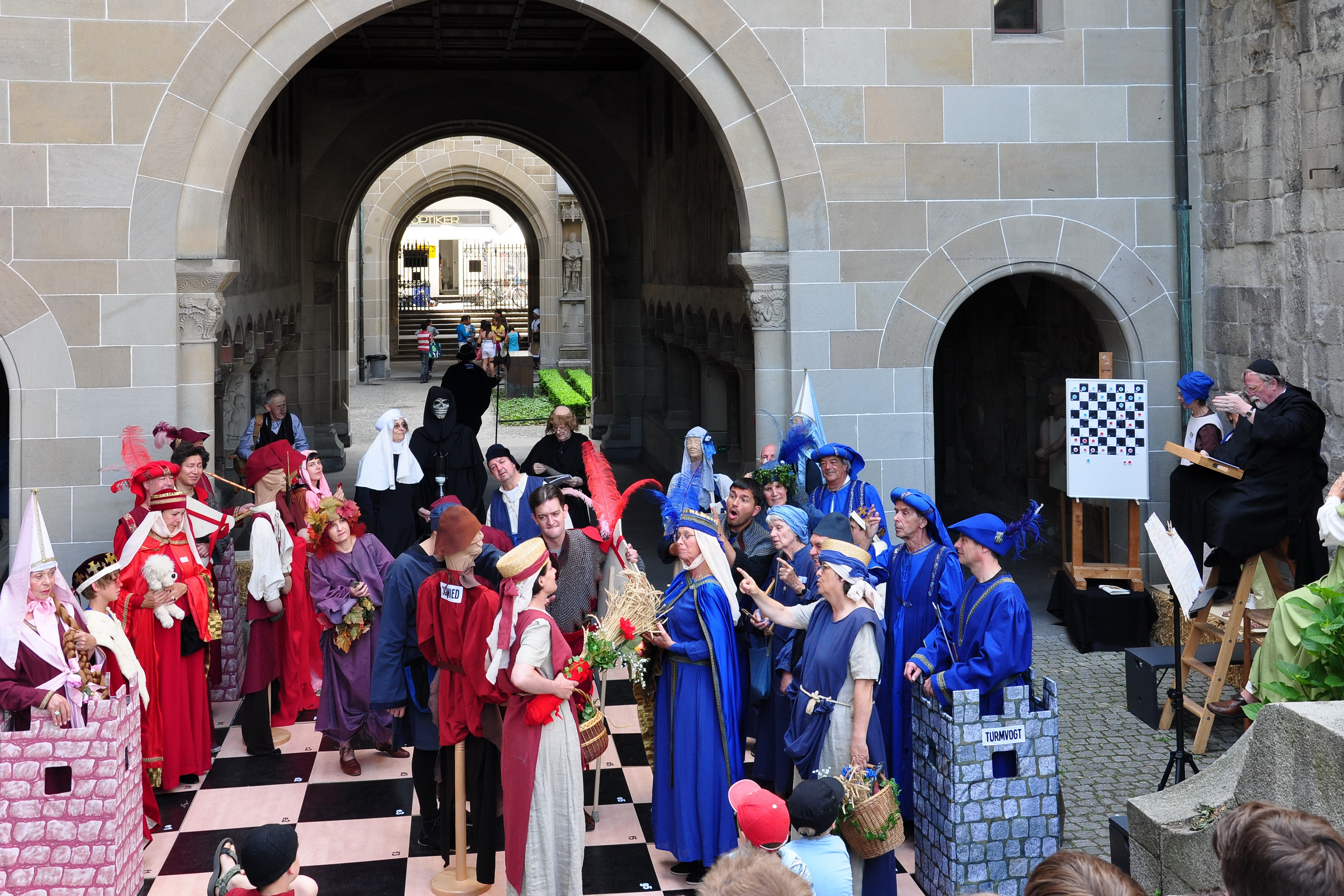
Schach im Kreuzgang
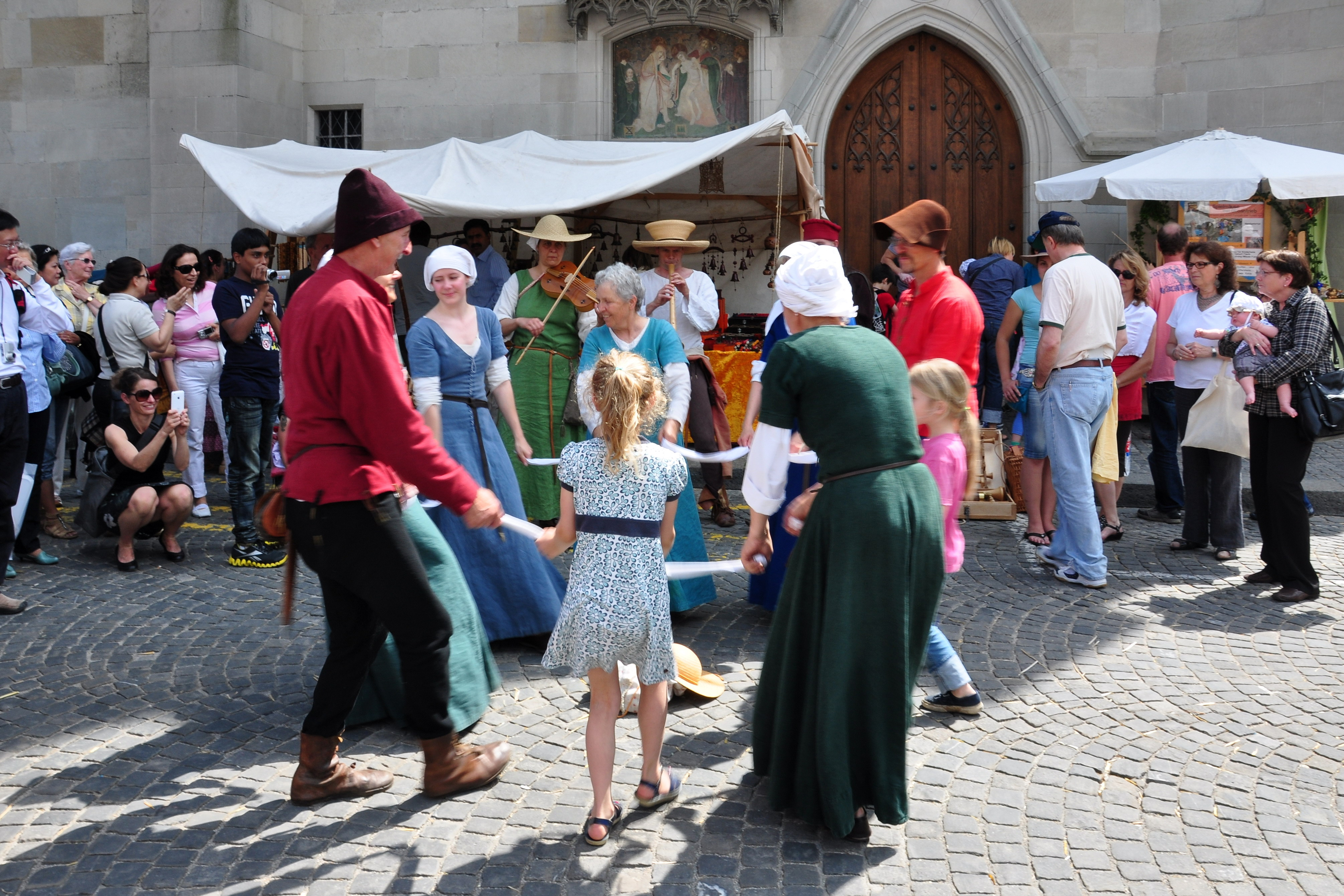
Tanz

## Sechseläuten

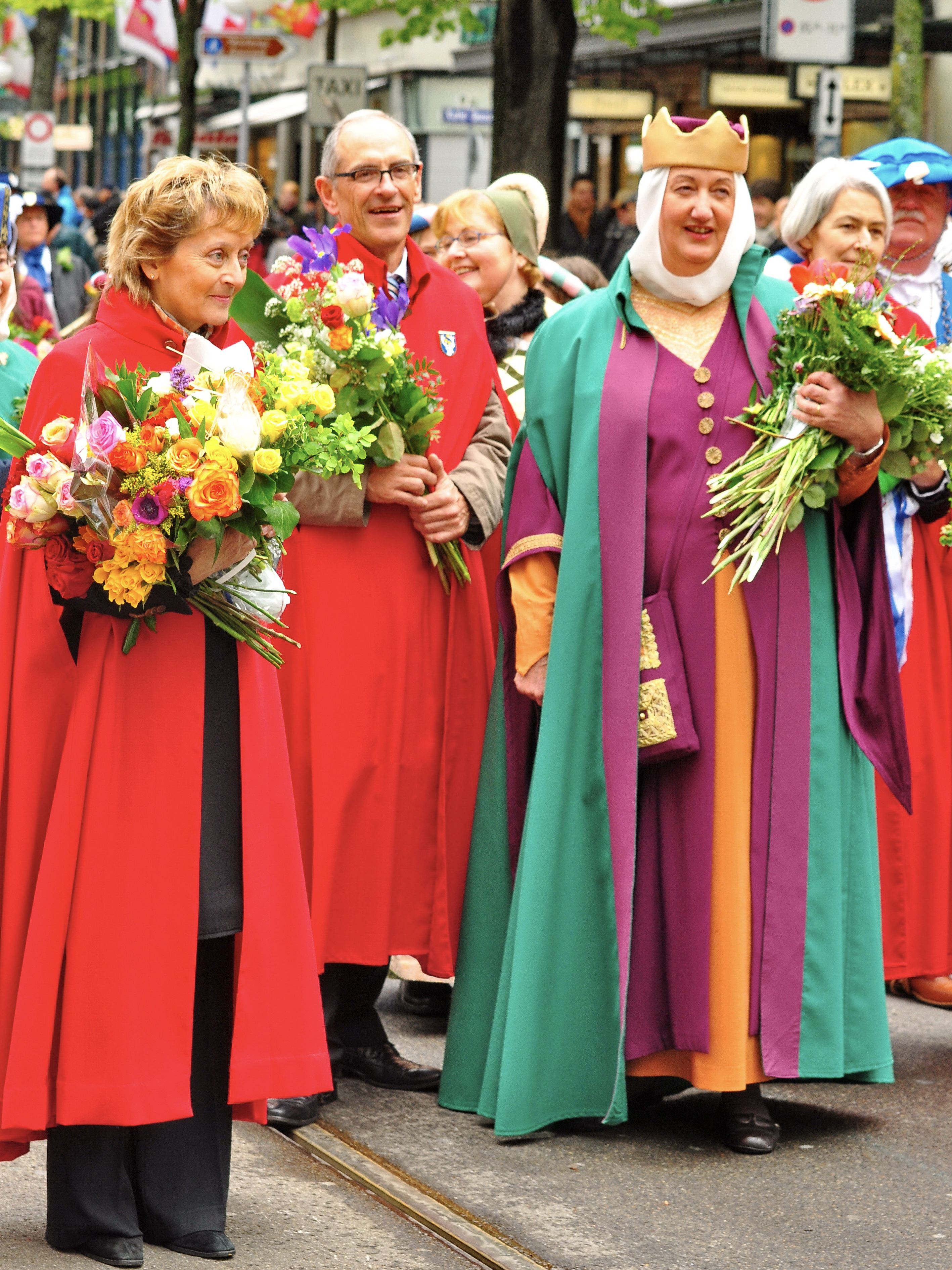
Bundespräsidentin Eveline Widmer-Schlumpf (li.) als Gast der Gesellschaft zu Fraumünster am Sechseläuten 2012

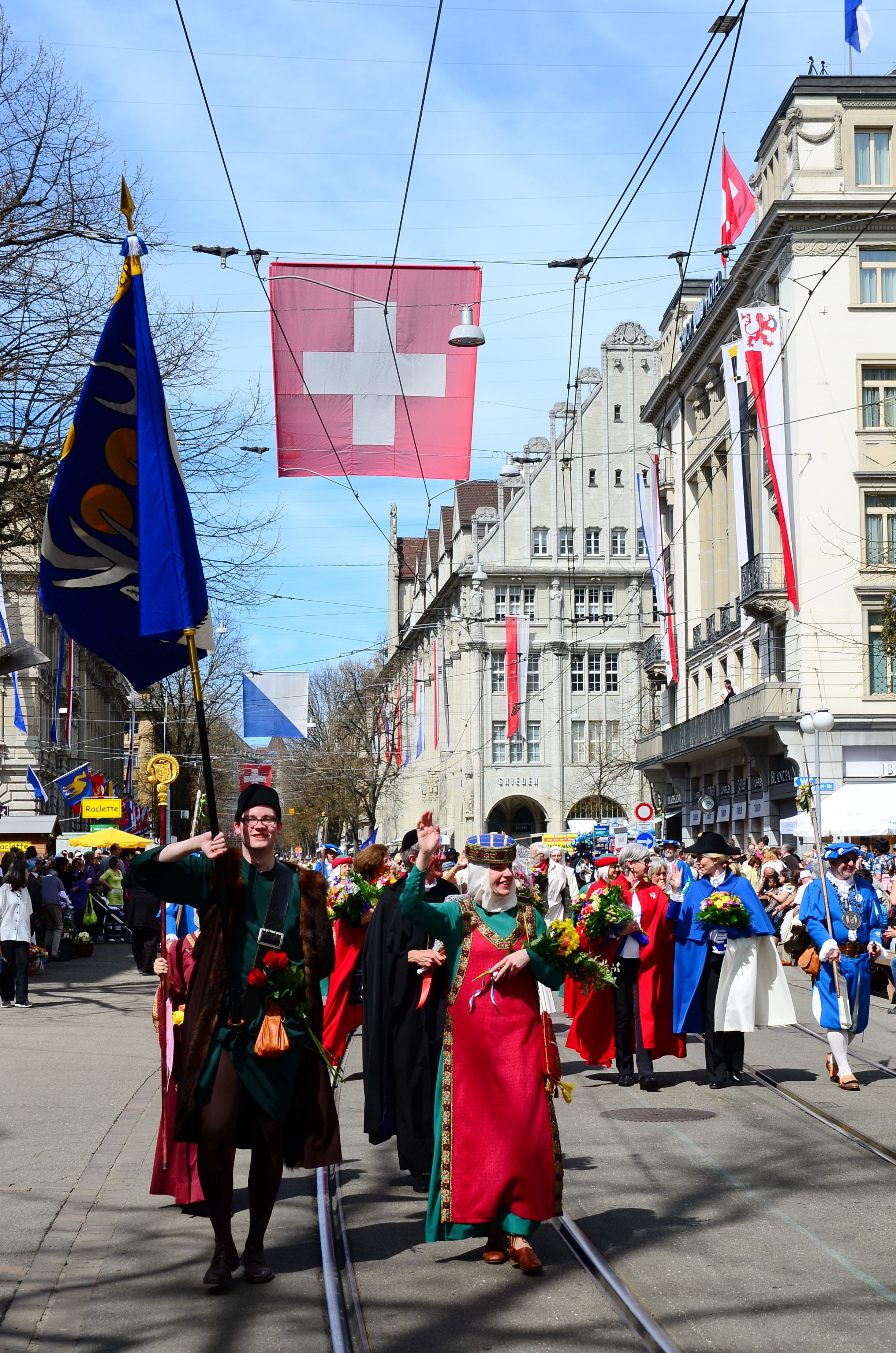
Umzug anlässlich des Sechseläutens 2013

2011 erhielt die Gesellschaft zu Fraumünster von den Stadtzürchern Männerzünften erstmals das Gastrecht am „Zug der Zünfte“ anlässlich des Sechseläutens. Obwohl die Fraumünstergesellschaft auf eine Jahrhunderte ältere Geschichte als die 1336 gegründeten Zünfte in Zürich zurückblicken darf, soll sie in Zukunft, gemäss Beschluss des Zentralkomitees der Zünfte im September 2011, weiterhin vom traditionellen Frühlingsfest in der Stadt Zürich ausgeschlossen bleiben. Gegen diesen Entscheid wurde bei der Stadt Zürich interveniert: Stadtpräsidentin Corine Mauch empfindet diesen Entscheid etwas aus der Zeit gefallen, und der emeritierte Vereinsrechtsprofessor Hans Michael Riemer hält den Ausschluss der Frauen für rechtlich nicht begründbar, da die Schweizer Verfassung das Gleichbehandlungsgebot für Frauen und Männer garantiert. Weil die Stadt Zürich den Zünften eine unbefristete Rahmenbewilligung für das Sechseläuten erteilt hat, prüft das Präsidialdepartement der Stadt Zürich, «ob es rechtliche Grundlagen gibt, der Fraumünster-Gesellschaft im Rahmen dieser Bewilligung eine möglichst gleichberechtigte Teilnahme am Sechseläuten zu ermöglichen».
Bundespräsidentin Eveline Widmer-Schlumpf begleitete als Ehrengast den Umzug der Gesellschaft zu Fraumünster am Sechseläuten 2012, der wie der Umzug im darauf folgenden Jahr eine Stunde vor Beginn des Sechseläuten-Umzugs der Stadtzürcher Zünfte erfolgen musste. Das Musikkorps der Frauenzunft begleitete den Umzug, flankiert von der Ehrengarde des Grossen, Allmächtigen und Unüberwindlichen Rats von Zug. Erstmals 2013 wehte die Fahne der Fraumünstergesellschaft zusammen mit den Fahnen der Zünften am Sechseläutenplatz.
Für den Umzug 2013 erfolgten Auflagen: So musste beispielsweise eine Demonstrationsbewilligung eingeholt werden.

### Verkommnis 2014
2014 marschierte die Gesellschaft zu Fraumünster erstmals in corpore als Gäste der Gesellschaft zur Constaffel mit. Gemäss einer Vereinbarung («Verkommnis»), die «der Constaffelherr, die Zunftmeister der Zünfte der Stadt Zürich und die Hohe Fraumünster-Frau» geschlossen haben, nahm die Gesellschaft zu Fraumünster einstweilen bis 2022 als Dauergast der Gesellschaft zur Constaffel am Sechseläutenumzug teil. Als Gegenleistung stellte die Gesellschaft zu Fraumünster bis 2022 kein Gesuch um Aufnahme in das Zentralkomitee der Zünfte Zürichs und beteiligte sich am Sechseläuten nicht am nächtlichen Auszug der Zünfte. Bereits 2016 wurde die Vereinbarung zwischen der Gesellschaft zu Fraumünster und der Gesellschaft zur Constaffel bis 2030 verlängert und soll anschliessend jeweils stillschweigend ausgedehnt werden.

Zu Gast am Sechseläuten-Umzug
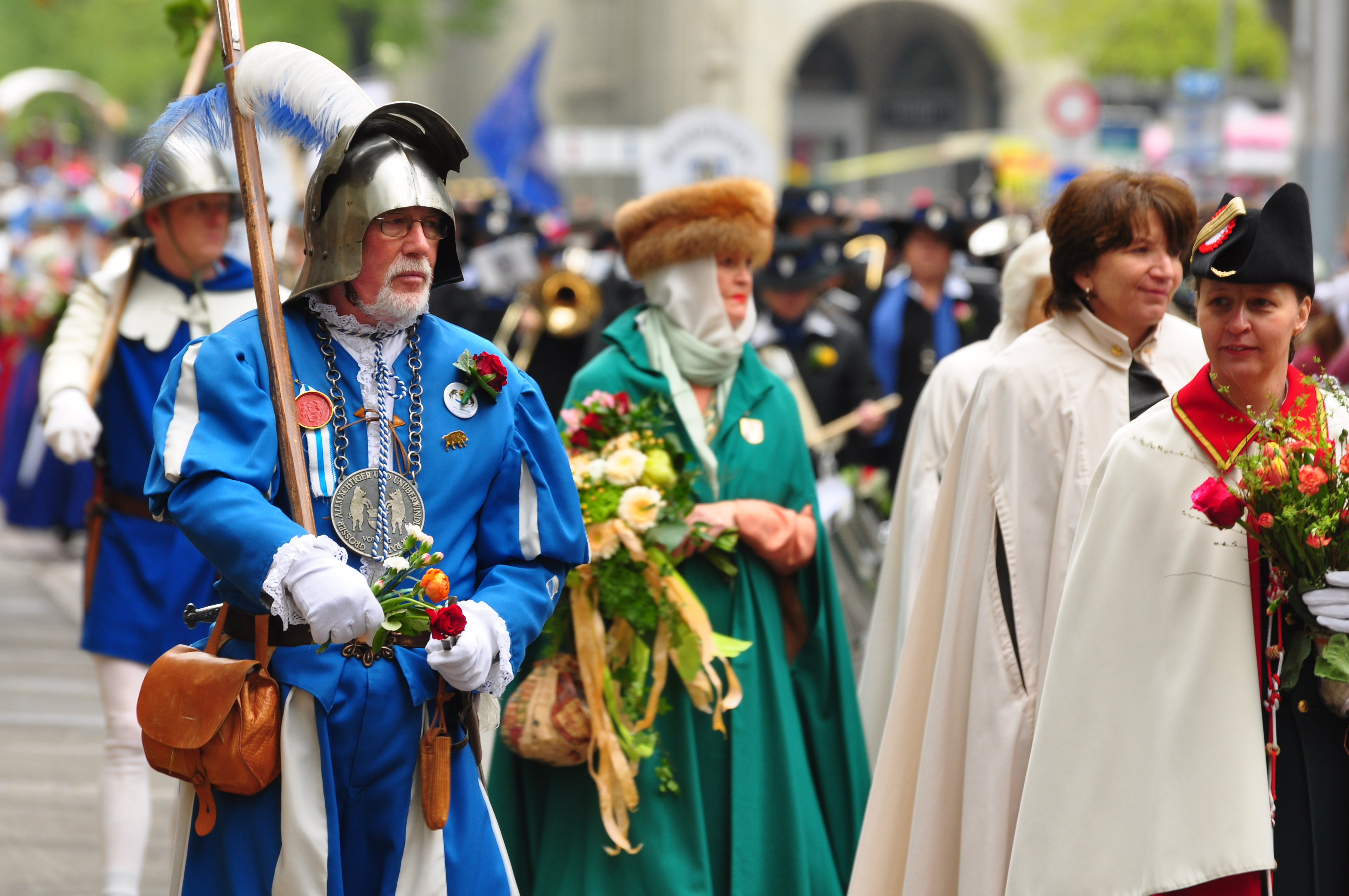
Ehrenwache der Gesellschaft zu Fraumünster
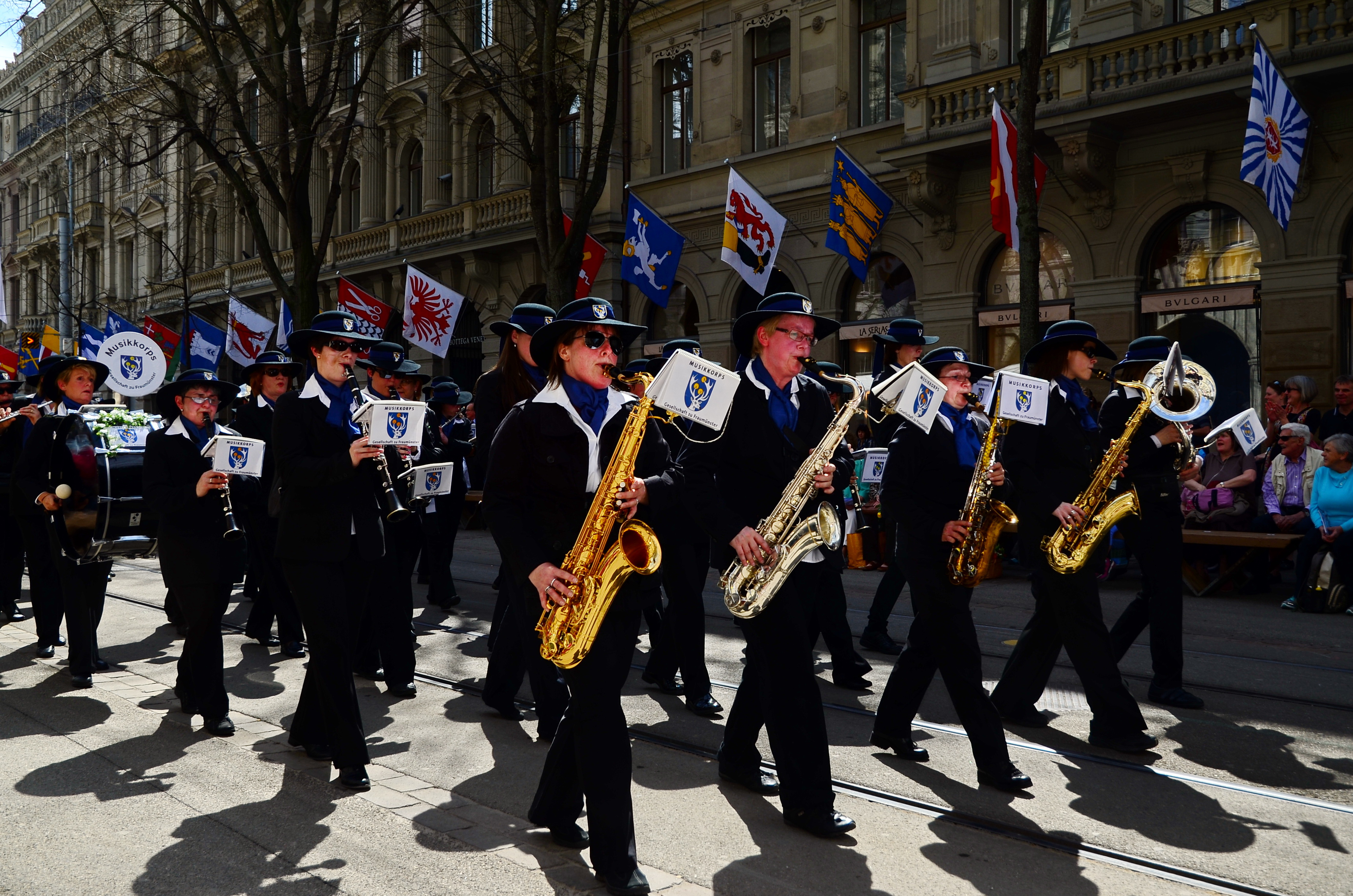
Musikkapelle der Frauen zu Fraumünster
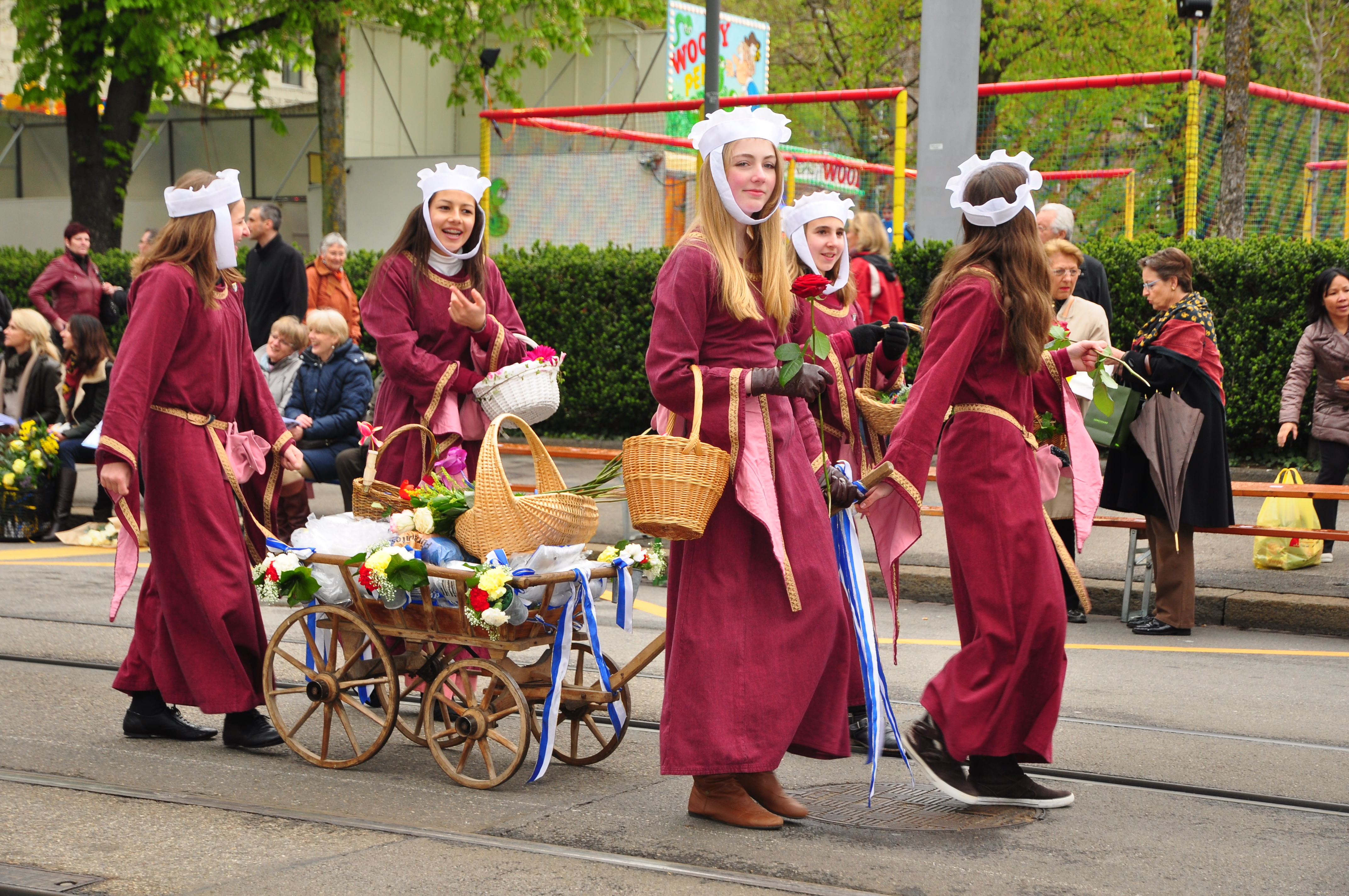
Mit Leiterwagen für die Blumen
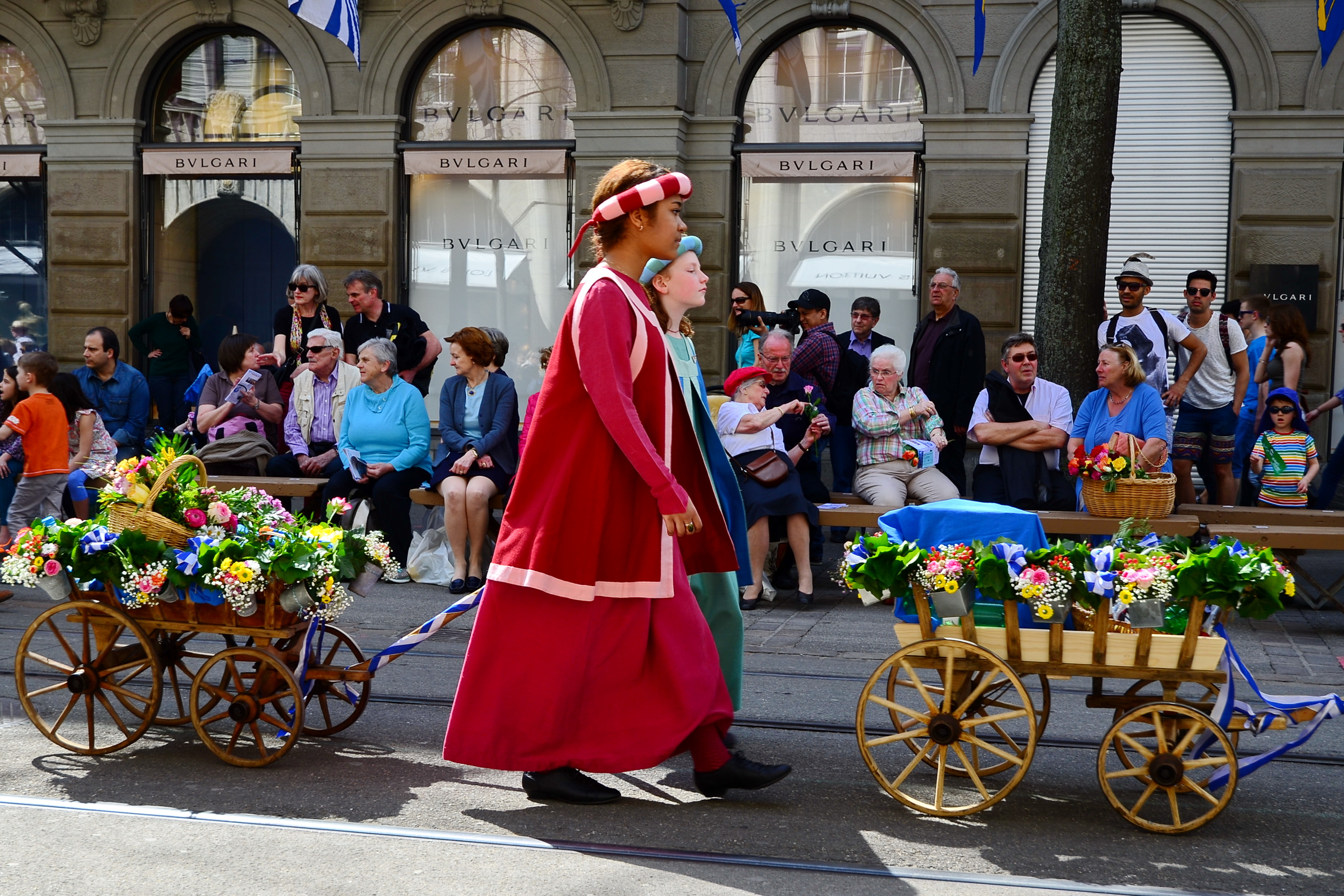
An der Bahnhofstrasse in Richtung Urania-Sternwarte
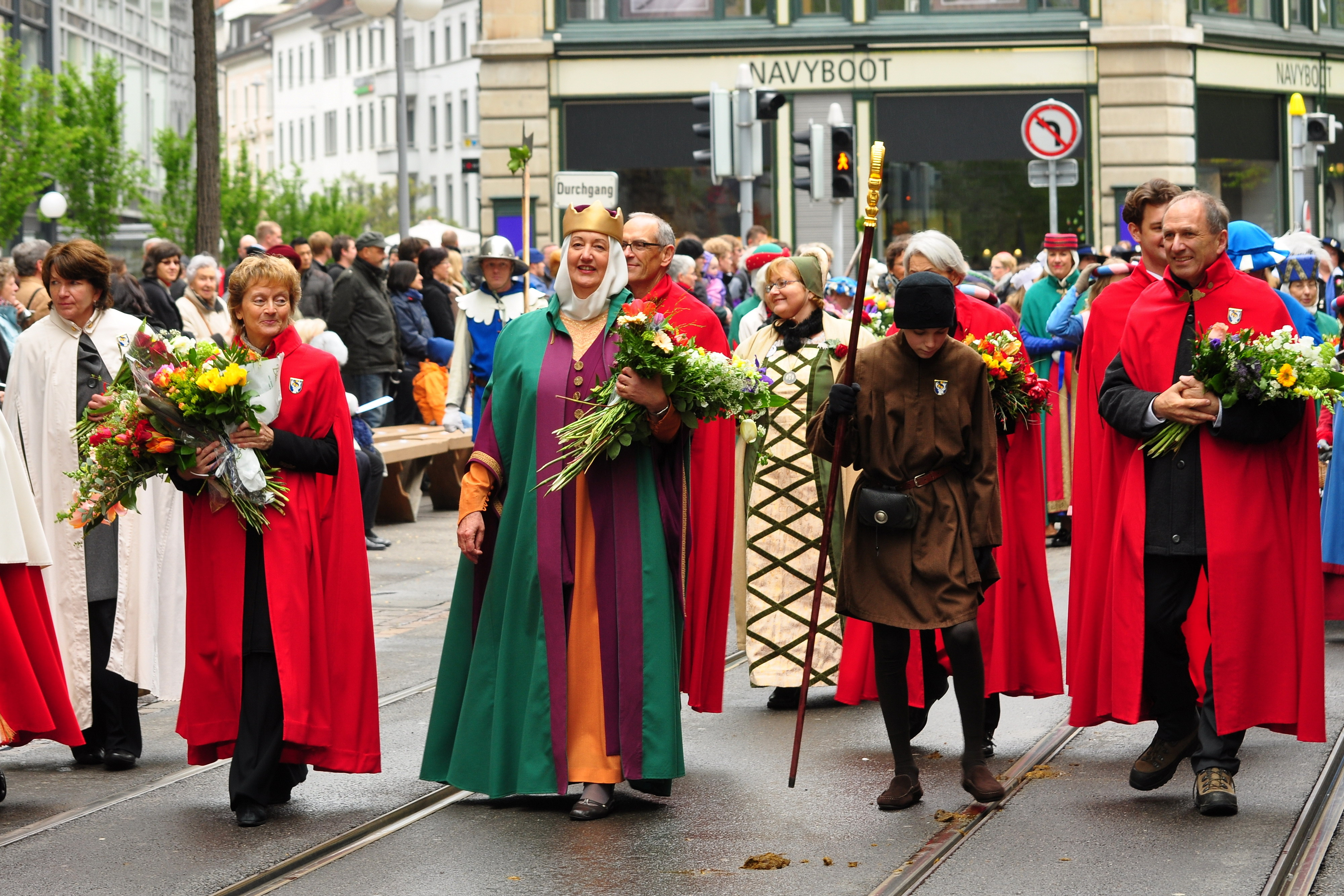
Ehrengäste aus der Politik, Eveline Widmer-Schlumpf und Martin Graf
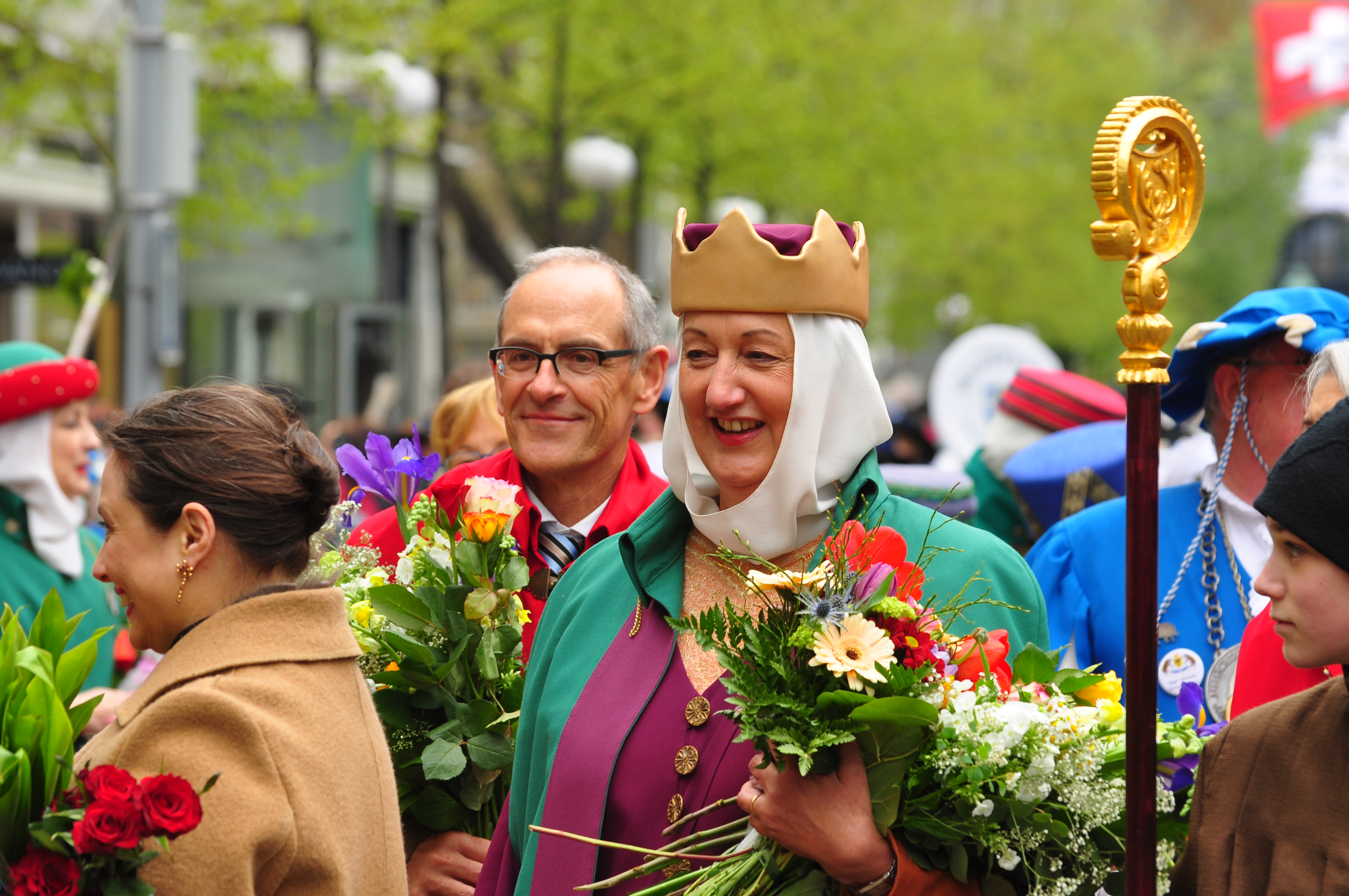
Hohe Fraumünsterfrau Regula Zweifel, Fürstäbtissinnenstab rechts im Bild